# 奇馬達弗利克斯山
46°31′18″N 9°41′59.1″E / 46.52167°N 9.699750°E

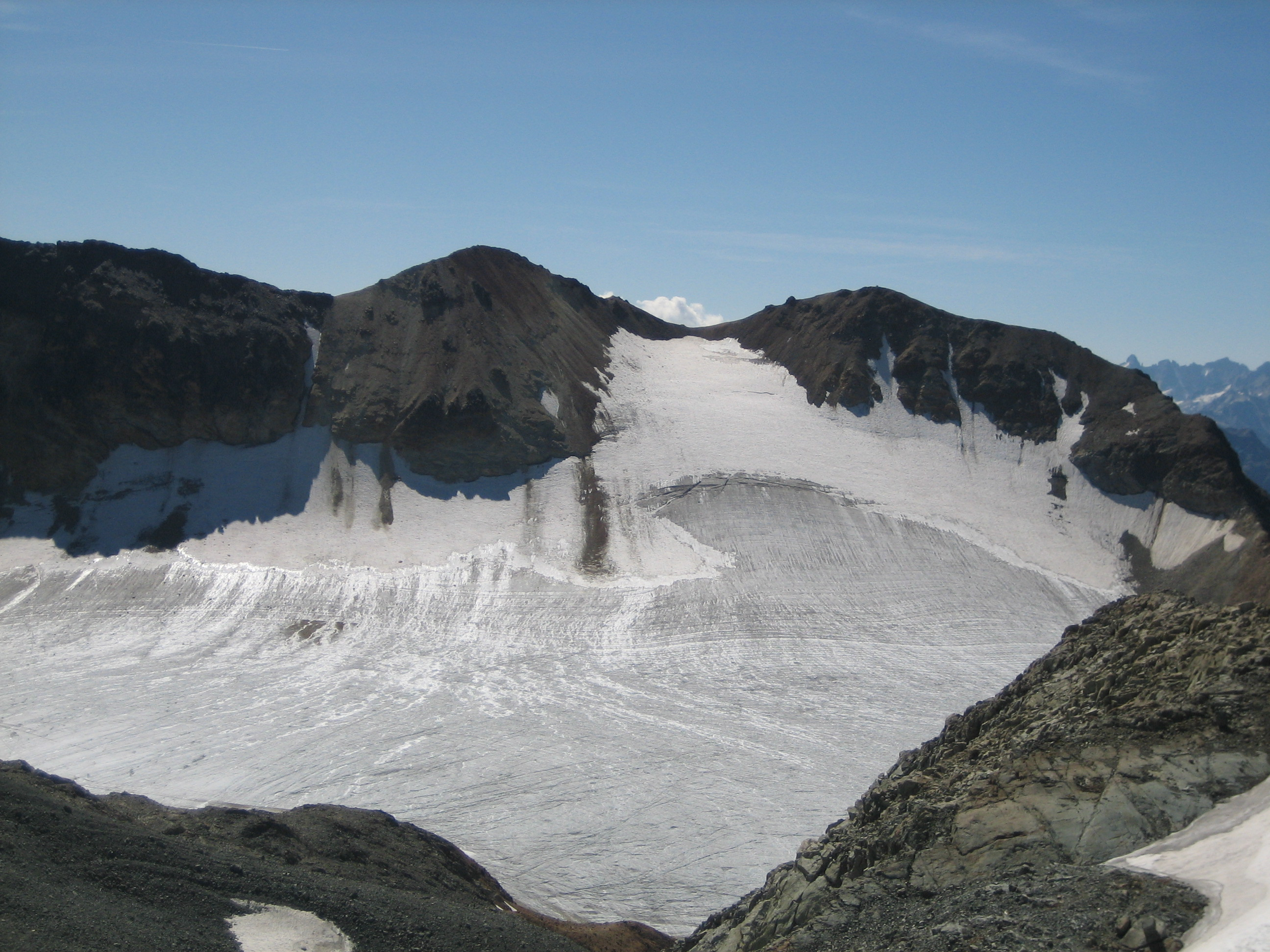

奇馬達弗利克斯山（Tschima da Flix），是瑞士的山峰，位於該國東南部，由格勞賓登州負責管轄，屬於阿爾布拉山脈的一部分，海拔高度3,316米，每年平均降雨量1,693毫米。